# Macella sideris
Macella sideris är en fjärilsart som beskrevs av Holland 1894. Macella sideris ingår i släktet Macella och familjen nattflyn. Inga underarter finns listade i Catalogue of Life.